# Irena Protasewicz
Irena Protasewicz (* 6. Juni 1946) ist eine polnische Pianistin und Musikpädagogin.
Protasewicz war Schülerin von Wanda Chmielowska an der Musikakademie Katowice und absolvierte ein Aufbaustudium bei Bolesław Woytowicz. Sie trat in vielen Städten Europas und in den USA als Pianistin auf und spielte Aufnahmen von Werken Fryderyk Chopins, Karol Szymanowskis, Artur Malawskis, Woytowicz’ und anderer ein. Sie war Professorin für Klavier an der Staatlichen Hochschule für Musik (heute Fryderyk-Chopin-Universität für Musik) in Warschau. Unter anderem war die Komponistin Joanna Bruzdowicz ihre Schülerin.

## Quelle
- Irena Protasewicz bei Polskie Radio (Chopin)

| Personendaten    | Personendaten                          |
| ---------------- | -------------------------------------- |
| NAME             | Protasewicz, Irena                     |
| KURZBESCHREIBUNG | polnische Pianistin und Musikpädagogin |
| GEBURTSDATUM     | 6. Juni 1946                           |